# Chocolate and Cheese
Chocolate and Cheese är rockbandet Weens fjärde studioalbum, släppt den 27 september 1994. Tre singlar släpptes från albumet, "I Can't Put My Finger on It", "Freedom of '76" och "Voodoo Lady". Det är Weens första album som spelades in i en professionell studio, till skillnad från deras första tre album.
Allmusic-kritikern Heather Phares gav albumet 4,5 av 5 i betyg. Musiktidningen Guitar World tyckte albumet var en av de 50 bästa albumen från 1994.

## Låtlista
Alla låtar skrevs av Ween, förutom " Freedom of '76", som skrevs av Ween och Ed Wilson.
1. "Take Me Away" - 3:01
2. "Spinal Meningitis (Got Me Down)" - 2:53
3. "Freedom of '76" - 2:51
4. "I Can't Put My Finger on It" - 2:48
5. "A Tear for Eddie" (instrumental) - 4:50
6. "Roses Are Free" - 4:35
7. "Baby Bitch" - 3:04
8. "Mister, Would You Please Help My Pony?" - 2:55
9. "Drifter in the Dark" - 2:32
10. "Voodoo Lady" - 3:48
11. "Joppa Road" - 3:03
12. "Candi" - 4:03
13. "Buenas Tardes Amigo" - 7:07
14. "The HIV Song" - 2:10
15. "What Deaner Was Talkin' About" - 2:00
16. "Don't Shit Where You Eat" - 3:20

## Musiker
Ween
- Dean Ween - gitarr, sång, trummor
- Gene Ween - sång
- Claude Coleman - trummor

Andra musiker
- Mean Ween - bas
- Patricia Frey - trummor
- Stephan Said - spansk gitarr